# 終戰的羅蕾萊
《終戰的羅蕾萊》（日语：終戦のローレライ）是福井晴敏著作的架空歷史小說。2002年講談社以單行本發售，2005年文庫化。

## 改編
- 2005年《終戰的羅蕾萊》改編拍成電影『魔女潛艦』（ローレライ），監督：樋口真嗣、監製：龜山千廣。
- 2005年3月號《終戰的羅蕾萊》於月刊Afternoon開始連載漫畫版。

## 獎項
《終戰的羅蕾萊》獲得第24回吉川英治文學賞新人賞、第21回日本冒險小說協會大獎日本軍大賞。

## 概略
以準備迎接太平洋戰爭終戰的1945年8月為舞台，當時美軍已在廣島及長崎投下原子彈，並以鎖定東京為第三個目標。本故事則描寫「伊507號」潛艇為阻止美軍核襲東京下的絕望戰鬥。
真實的羅蕾萊是傳說中德國萊茵河魔女的名字，她將偶然路過的船引進水中。小說中的「羅蕾萊」是納粹德國開發並安裝了特殊音響兵器的潛艇。而該兵器是以「羅蕾萊」（魔女）命名，因此「羅蕾萊」可以說是故事的全部。

## 登场人物
折笠征人（おりかさ ゆきと）
战列潜艇“伊507”乘务员。大日本帝国海軍上等工兵。出生于1928年（昭和3年），时年17岁。
神奈川县贫苦乡下出身。14岁时入学海軍工廠工員養成見習科。终战之时转调至神奈川横須賀鎮守府所属。
隶属于横須賀突擊隊、特殊潜水艇「海龍」の漕艇訓練に明け暮れる日々をすごす。1945年（昭和20年）7月再次接到任命。
转至广岛县吴鎮守府。同年7月24日吴沖海战（吴軍港空襲）之后登上战列潜艇「伊五〇七」。

## 關連項目
- 速科夫號潛艇
- 羅蕾萊
- 魔女潛艦